# Jean Steingass
Jean Steingass (* 1. November 1892; † unbekannt) war ein deutscher Radrennfahrer.

## Sportliche Laufbahn
Steingass war im Straßenradsport und im Bahnradsport aktiv. Von 1912 bis 1926 war er Berufsfahrer. 1912 gewann er das traditionsreiche Eintagesrennen Rund um Köln vor Richard Weise, 1913 kam er auf den 4. Platz. 1913 kam er bei Bochum–Münster–Bochum hinter Jean Rosellen als Zweiter ins Ziel. 1912 wurde er hinter Richard Huschke Zweiter bei Berlin–Hamburg.
1922 wurde Steingass in der nationalen Meisterschaft im Straßenrennen der Profis beim Sieg von Richard Huschke Dritter. In der Deutschland-Rundfahrt belegte er den 8. Platz. Bei Berlin–Cottbus–Berlin wurde er einmal Fünfter und einmal Sechster.
Auf der Bahn wurde Steingass beim Dortmunder Sechstagerennen 1926 mit seinem Partner Hans-Viggo Jensen Siebenter. 1925 gewann Steingass den Silberner Adler von Köln, ein Zweier-Mannschaftsfahren, mit Theo Frankenstein als Partner.